# 仙台・宮城デスティネーションキャンペーン
仙台・宮城デスティネーションキャンペーン（せんだい・みやぎディスティネーションキャンペーン）は、宮城県を中心に南東北3県都を含む隣接県の市町も参加して開催されるデスティネーションキャンペーン (DC) の名称。略記は「仙台・宮城DC」。シンボルマーク（マスコットキャラクター）は「むすび丸」。

## 概要
かつて宮城県がDCの対象地域となったのは、東北新幹線の上野駅延伸開業に合わせて1985年（昭和60年）4月〜8月に東北6県全体を対象に開催されたDCでの1回のみであった。その後、1987年（昭和62年）にNHK大河ドラマ『独眼竜政宗』に伴う「政宗ブーム」が発生し、バブル景気にかけて宮城県の観光はピークとなる。バブル崩壊後、様々な観光振興策があったが、仙台・宮城DCは官民一体となって全県的に行う初めての試みであり、県経済に大きなインパクトを与えた。
| 期間                                | 名称                                     | メインテーマ                                                    |
| ----------------------------------- | ---------------------------------------- | --------------------------------------------------------------- |
| 2007年（平成19年）10月1日〜12月31日 | プレDC                                   |                                                                 |
| 2008年（平成20年）10月1日〜12月31日 | 仙台・宮城デスティネーションキャンペーン | 美味（うま）し国 伊達な旅                                       |
| 2009年（平成21年）10月1日〜12月31日 | 仙台・宮城【伊達な旅】キャンペーン       |                                                                 |
| 2010年（平成22年）10月1日〜12月31日 | 仙台・宮城【伊達な旅】キャンペーン       |                                                                 |
| 2011年（平成23年）7月1日〜12月31日  | 仙台・宮城【伊達な旅】復興キャンペーン   |                                                                 |
| 2012年（平成24年）4月1日〜6月30日   | 仙台・宮城【伊達な旅】春キャンペーン     | 笑顔咲くたび 伊達な旅                                           |
| 2013年（平成25年）4月1日〜6月30日   | 仙台・宮城デスティネーションキャンペーン | 笑顔咲くたび 伊達な旅                                           |
| 2014年（平成26年）4月1日〜6月30日   | 仙台・宮城【伊達な旅】春キャンペーン     | 笑顔咲くたび 伊達な旅                                           |
| 2015年（平成27年）7月1日〜9月30日   | 仙台・宮城【伊達な旅】夏キャンペーン2015 | 笑顔咲くたび 伊達な旅 仙台・宮城の夏はまるっと楽しい            |
| 2016年（平成28年）7月1日〜9月30日   | 仙台・宮城【伊達な旅】夏キャンペーン2016 | 笑顔咲くたび 伊達な旅 ドキドキが終わらない夏旅 とびっきりの夏旅 |
| 2017年（平成29年）7月1日〜9月30日   | 仙台・宮城【伊達な旅】夏キャンペーン2017 | 涼・宮城（りょうぐうじょう）の夏                                |
| 2018年（平成30年）7月1日〜9月30日   | 仙台・宮城【伊達な旅】夏キャンペーン2018 | Hey! Say! JUMP 夏タビ宮城                                       |

## 参加

### DC参加団体
- 県：宮城県
- 市町村
  - 宮城県内：全36市町村
  - 岩手県内：一関市、西磐井郡平泉町
  - 山形県内：山形市、天童市、最上郡最上町、新庄市（賛助会員）
  - 福島県内：福島市、伊達市
  - 秋田県内：湯沢市（賛助会員）
- 団体：29団体
- 企業：9社

### その他
宮城県が中心となっているDCであるため、必要な場合は知事レベル以下での協議が行われるが、2007年3月末に「南東北中枢広域都市圏構想推進協議会」が解散しているため、以下のような組織が行っている。2008年には、宮城県南部（仙南圏）と福島県北部（福島都市圏）の両県県議会議員による協議組織が結成される予定。
県議会議員レベル
- 「宮城・岩手県境議員懇談会」（1984年設立）
気仙沼都市圏と一関都市圏が県境を越えていることと、旧仙台藩（一関藩）の繋がりが背景にある。
- 「宮城県議会・山形県議会交流議員連盟」（2006年7月設立）

県が設置する支庁・地方振興事務所レベル
- 「仙台・やまがた交流連携促進会議」（2002年設立）

市町村レベル
- 「仙台・福島・山形三市観光・物産広域連携推進協議会」（仙台市・山形市・福島市。2007年5月30日設立）
2006年5月26日に締結した「広域観光連携の推進に関する覚書」に基いて活動してきた3市が設立。
- 「伊達な広域観光推進協議会」（奥州市・西磐井郡平泉町・一関市、気仙沼市・大崎市・宮城郡松島町・仙台市。2008年4月設立）
奥州市および一関市を除く4市町で2005年11月25日に共催した「広域観光連携シンポジウム」を元に設立。

経済団体レベル
- 「南東北経済同友会観光推進連携会議」（2006年7月設立）

## 沿革

### 仙台・宮城DC（2008年）
仙台市の景気の底と見られる2003年（平成15年）を過ぎ、高速バスの仙台 - 福島線を端緒とする東北地方の陸上交通の再編によって、仙台一極集中と県境を超えた経済圏の拡大とが進んでいた2006年（平成18年）にDC開催は決定した。DCを機に、各県の県・市・経済団体などの各レベルで県境を越えた連携による経済活性化の議論が活発化した。また、2007年（平成19年）にセントラル自動車（現・トヨタ自動車東日本）が宮城県進出を決定し、トヨタ自動車が東北地方を東海地方・北部九州に次ぐ日本第三の拠点とする方向を示して投資を開始した ことで、県境を越えた連携は観光以外にも広がった。
一方、2004年（平成16年）から始まったプロ野球再編問題によって仙台ライブドアフェニックスと東北楽天ゴールデンイーグルスが東日本旅客鉄道（JR東日本）仙台駅東口側にある宮城球場を本拠地として新規参入競争を展開し、楽天が50年振りに新規参入してチームを作り上げていく様子が連日のように全国に向けて発信されると、仙台への注目も高まり、前年の入札には全く応札がなかった日本たばこ産業 (JT) 仙台支店の跡地（JR仙台駅の南側）に同年10月、県外資本である東京都の3社が競争入札し、同年12月28日に30億円を超える額で落札された（アップルタワーズ仙台参照）。仙台の商業地の最高路線価も、2005年（平成17年）1月1日付けの137万円/m2がバブル景気後の最安値となったが、県外資本や海外資本の流入によって反転上昇。2006年（平成18年）3月の仙台中央警察署跡地の入札でも予定価格の約3倍の111億円以上で落札され、最高路線価は2008年（平成20年）1月1日付けの260万円/m2まで急騰していく。このような状況は、マスメディアを中心に「仙台プチバブル」と呼ばれた。
民間では、「仙台プチバブル」あるいはいざなみ景気の上昇感に下支えされ、仙台・宮城DCが始まる2008年（平成20年）10月1日に向けて、仙台市都心部では大型店の改装や新規出店が行われ、また、仙台市郊外部では大型アウトレットモールが2つ開業する など、仙台都市圏で主に物販系の投資が活況を呈し、競争が激化することになった。すなわち、仙台・宮城DCは、仙台市や宮城県、ひいては東北地方の商業地図の大規模な再編をも惹起した。また、本来の観光面においては、平泉・松島・最上川の世界遺産登録への動きが始まる一方、外国人観光客向けの「ミシュラン実用旅行ガイド」にて宮城県が「三ツ星」施設の総数で国内4位、星の総数で国内5位、首都や幕府が置かれた歴史のない道県の中では最高位となり、さらにJR仙台駅構内およびペデストリアンデッキの改修、ホテルの大量進出、外資系高級ホテルの進出決定など、観光資源の再評価や投資が行われる契機となった。
しかし、2007年（平成19年）3月のキャッチフレーズ（メインテーマ）決定において三重県との間で「うまし国」論争が発生し、同年夏のサブプライムローン問題に起因する景気の減速や原油価格の高騰などのために、当初試算された経済波及効果をクリアできるかどうか不安視された。また、紅葉や温泉の主要観光地の1つである栗駒山周辺で2008年（平成20年）6月14日に岩手・宮城内陸地震が発生し、さらに東北の夏祭りシーズン直前の7月24日にも岩手県沿岸北部地震が発生した ことで、風評被害による観光収入落ち込みが発生し、その分を仙台・宮城DCで相殺できるか問題になった。また、平泉・松島・最上川の世界遺産登録が首尾よく進まず、登録特需も見込めない状態になった。
ガソリン価格の変化（単位：円/L）
なお、2008年（平成20年）9月1日に福田首相が辞任表明をしたことで、9月中は自由民主党総裁選挙が行われ、10月にも総選挙が実施されると目された。過去の経験から観光業界では「選挙期間中は旅行客数や宴会の予約数が低迷する」との認識があり、10月末の総選挙の実施見送りまで仙台・宮城DCにとっては更に不利な条件が加わった。また、「100年に一度」と言われる世界金融危機も深刻化し、DC開幕直前の9月15日に発生したリーマン・ショック以降、景気が一気に冷え込んだ。一方で、原油価格が8月以降暴落してガソリンの小売価格も下がり、自動車での観光にはプラス要素が生まれた。また、戦国BASARAやかんなぎといった宮城県を舞台とした人気のゲームやアニメのファンによる新たな観光や、「ゆるキャラブーム」が意図せずプラスに働いた。
| 2008年 | 1月 | 2月 | 3月 | 4月 | 5月 | 6月 | 7月 | 8月 | 9月 | 10月         | 11月 | 12月 |
| ------ | --- | --- | --- | --- | --- | --- | --- | --- | --- | ------------ | ---- | ---- |
| 2008年 | 1月 | 2月 | 3月 | 4月 | 5月 | 6月 | 7月 | 8月 | 9月 | 仙台・宮城DC |      |      |
| 円/L   | 154 | 152 | 153 | 132 | 160 | 172 | 181 | 182 | 173 | 158          | 132  | 117  |

#### 関連年表
2002年（平成14年）
- 8月より、高速バス「仙台 - 福島線」で増便・運賃値下げ競争が始まる。

2004年（平成16年）

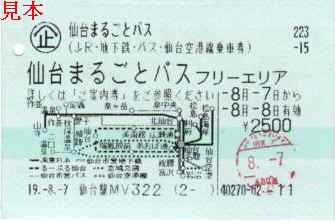
2004年7月17日に発売開始された仙台まるごとパス。

- 1月28日より、高速バス「仙台 - 山形線」で増便・運賃値下げ競争が始まる。
- 7月17日 仙台都市圏（山形県山形市・山寺地区を含む）で利用できる交通機関横断的な周遊券「仙台まるごとパス」の発売開始。
- 11月2日 プロ野球再編問題の結果、プロ野球のパシフィック・リーグに、宮城県をフランチャイズとする東北楽天ゴールデンイーグルス（楽天野球団）の新規参入が決定。
- 12月3日 仙台市が「仙台ビジターズ産業ネットワーク」を設立。

2005年（平成17年）

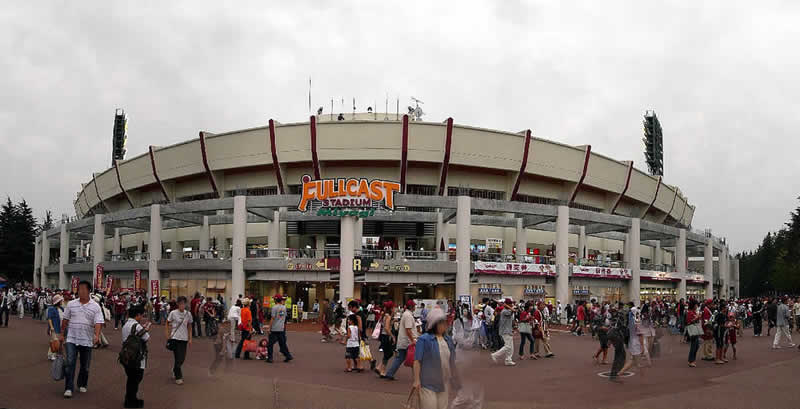
東北楽天ゴールデンイーグルスの本拠地球場となった宮城県仙台市のフルキャストスタジアム宮城（2005年9月）

- 4月1日、プロ野球のパ・リーグに所属する東北楽天ゴールデンイーグルスが、本拠地のフルキャストスタジアム宮城（当時）で試合を初開催。同球団は東北地方への地域密着を掲げており、ホームの試合毎に東北各地からファンが仙台に集まり、対戦相手のファンも仙台を訪れるようになる。
- 7月21日 カプコンから「戦国BASARA」シリーズ発売開始。2008年（平成20年）4月頃から、伊達政宗や片倉小十郎ゆかりの地に若い女性観光客（歴女）が増加。
- 8月22日 梅原克彦が仙台市長に就任。
- 11月5日 2005年に始まった日本プロバスケットボールリーグ（bjリーグ）に所属する仙台89ERSが、本拠地の仙台市体育館で試合を初開催。
- 11月21日 村井嘉浩が宮城県知事に就任。
- 11月25日 仙台市・気仙沼市・西磐井郡平泉町・宮城郡松島町の4市町共催で「広域観光連携シンポジウム」を松島の瑞巌寺（大書院）で開催。共同宣言を採択。

2006年（平成18年）

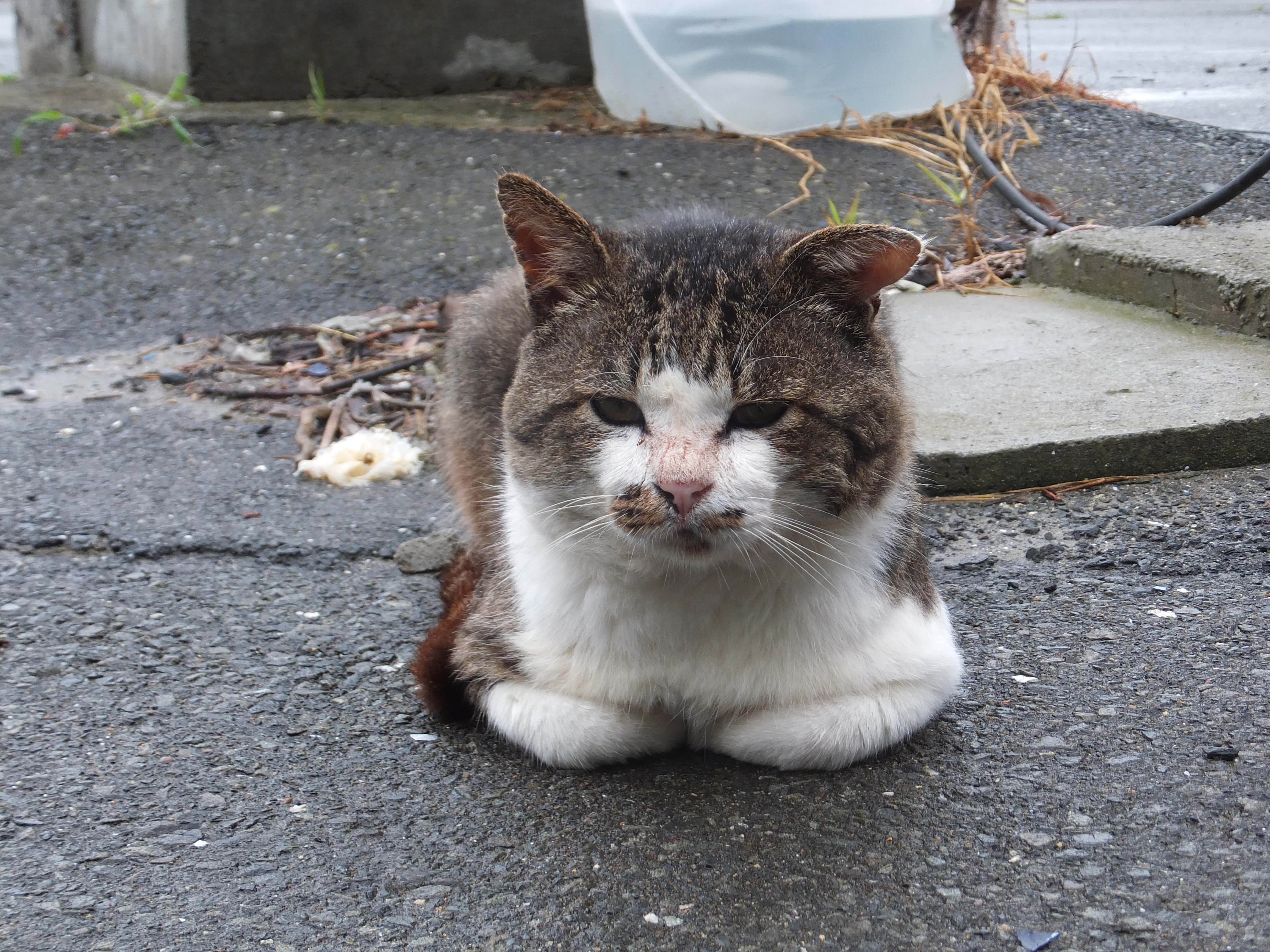
田代島（宮城県石巻市）のDVDに出てくるねこ太郎（2014年8月）。

- 5月20日 テレビ朝日系列「人生の楽園」で石巻市の田代島がネコが多い島として紹介された。その後も様々なメディアで「ネコの島」として紹介され、愛猫家が観光に訪れるようになった。
- 1月 村井嘉浩宮城県知事と梅原克彦仙台市長が、DC地域指定要望。
- 2月21日 JRグループが、宮城県をDC開催指定地域に決定したことを正式発表。
- 4月 東日本旅客鉄道（JR東日本）の代表取締役社長に、仙台市出身、東北大学卒の清野智が就任。
- 5月26日 仙台市・山形市・福島市の3市が「広域観光連携の推進に関する覚書」を締結。
- 6月 宮城県が推進協議会準備室を設置。
- 7月9日、宮城県に地域密着を掲げるセンダイガールズプロレスリングが仙台サンプラザにて旗揚げ戦を開催。首都圏にファンの多い女子プロレスファンが、試合毎に仙台に訪れるようになる。
- 7月 「宮城県議会・山形県議会交流議員連盟」設立。
- 7月 仙台・山形・福島の各経済同友会が「南東北経済同友会観光推進連携会議」を設立。
- 11月3日〜11月12日 第1回「仙台・東北ジャパンフェア－仙台・福島・山形観光物産展－」をタイ王国の伊勢丹バンコク支店で南東北3県都共同で開催。
- 11月 仙台・宮城DC推進協議会を設立。

2007年（平成19年）
- 1月1日 観光立国推進基本法施行。
- 3月 キャッチフレーズおよびシンボルマーク（マスコットキャラクター：むすび丸）を決定。「うまし国」論争発生。
- 3月中旬 映画『東京タワー 〜オカンとボクと、時々、オトン〜』（2007年4月14日公開）のロケ地となった細倉鉱山旧佐野社宅が一般公開開始（最寄駅：くりでん細倉マインパーク前駅）。
- 3月18日 仙台空港鉄道・仙台空港線開業。仙台市都心部と仙台空港を結ぶ仙台空港アクセス線が運行開始。
- 3月20日 宮城県と山形県が、連携に関する基本構想「みらい創造! MYハーモニープラン」締結。
- 3月31日 「南東北中枢広域都市圏構想推進協議会」が解散。
- 4月1日 くりはら田園鉄道・くりはら田園鉄道線が廃線。
- 4月4日 「MICHELIN Voyager Pratique Japon（ミシュラン・ボワイヤジェ・プラティック・ジャポン）」（ミシュラン実用旅行ガイド）発売。宮城県が高評価を得る（→宮城県#観光・史跡）。
- 5月30日 「仙台・福島・山形三市観光・物産広域連携推進協議会」設立。
- 6月〜 「プレDC」旅行会社説明会・誘客キャラバンを実施。
- 8月〜 サブプライムローン問題が顕在化し、世界金融危機が始まる。
- 9月 「松島 - 貝塚群に見る縄文の原風景」の世界遺産登録に向けて県が地元説明会を行ったところ、長年の規制に対する住民の不満が爆発した。仙台・宮城DC前までに国内の暫定一覧表への記載を済ませたい県は、9月28日に強引に文化庁に申請した。
- 10月1日 「プレDC」開幕 （プレDC開催はDC史上初）。
- 10月 全国宣伝販売促進会議を開催。
- 11月1日〜11月11日 第2回「仙台・東北ジャパンフェア－仙台・福島・山形観光物産展－」を昨年と同様に開催。
- 12月 松島で初の温泉掘削成功（⇒松島温泉）。
- 12月31日 「プレDC」閉幕。

2008年（平成20年）
- 4月 仙台を舞台にした人気小説「ゴールデンスランバー」を直木賞の選考対象とする旨を、日本文学振興会が作者の伊坂幸太郎（仙台在住）に伝えたところ伊坂が辞退。
- 4月18日 「伊達な広域観光推進協議会」設立（奥州市・西磐井郡平泉町・一関市、気仙沼市・大崎市・宮城郡松島町・仙台市）。DC後に向けて観光圏整備計画を策定し、観光圏整備法にて指定を目指す。
- 5月 首都圏旅行会社説明会を開催。
- 5月〜 誘客キャラバン等を実施。
- 6月14日 岩手・宮城内陸地震発生。
- 7月3日 「福島市・相馬市・二本松市・伊達市観光圏協議会」設立（ふくしま観光圏）。
- 7月7日 「平泉-浄土思想を基調とする文化的景観」が世界遺産登録ならず。
- 7月11日 ニューヨーク・マーカンタイル取引所 (NYMEX) において、WTI（期近先物）が史上最高値の147.27ドル/バレルまで一時上昇。
- 7月12日 岩手・宮城内陸地震により被害を受けて一時閉鎖されていた細倉鉱山佐野住宅の一般公開が再開。
- 7月23日 観光圏整備法施行。
- 7月23日 地震による風評被害の窮状を訴えるため、「いわておかみ会」と「みやぎおかみ会」のメンバー計10人が首相官邸に福田首相を表敬訪問した。
- 7月24日 岩手県沿岸北部地震発生。岩手・宮城内陸地震の風評被害対策として、観光PRのテレビとラジオの番組を8月2日に関東地方で放送予定であったが、この地震の影響で延期された。
- 7月30日 楽天と宮城県が共同で「まち楽宮城」を開設。地震からの復興と仙台・宮城DCにも寄与すると評価されている。
- 8月 毎月10日調査のガソリン店頭現金価格（消費税込み）において、レギュラー185円/リットル、ハイオク196円/リットル、軽油167円/リットルとなり、史上最高値となる。
- 9月1日 福田首相が辞任表明。
- 9月5日〜 NEXCO東日本東北支社および宮城県道路公社が発売する「ドラ割 仙台・宮城 遊遊フリーパス」（首都圏発着型および宮城県域型）が適用開始。
- 9月15日 米・大手金融会社のリーマン・ブラザーズが倒産し、世界的に金融不安が広がる。
- 9月16日 「安心実現のための緊急総合対策」に基づいて10月から実施予定の高速道路料金の引下げが、一部前倒しされて開始。
- 9月26日 世界遺産の国内暫定リストに松島および最上川が登録ならず。
- 10月1日 「仙台・宮城DC」開幕。
- 10月1日 国土交通省に観光庁が発足。
- 10月1日 「仙台まるごとパス」の適用範囲を大幅に広げ、発売価格を2,500円から2,600円に値上げ。
- 10月3日 「伊達な広域観光圏」および「ふくしま観光圏」が国の観光圏整備実施計画に認定され、補助金が交付されることになる。
- 10月4日 アニメ「かんなぎ」が放送開始。仙台都市圏でロケーション・ハンティングされたため、ファンがロケ地に訪れる現象が起きる（参照）。
- 10月25日・26日 「ゆるキャラまつり in 彦根 〜キグるみさみっと2008〜」にむすび丸が参加。
- 10月30日 宮城県大崎市の化女沼がラムサール条約登録湿地となる。
- 12月31日 「仙台・宮城DC」閉幕。

### 仙台・宮城DC（2013年）

#### 関連年表
2009年（平成21年）
- 1月16日 村井嘉浩宮城県知事が清野智JR東日本社長と東京で会談し、近い将来DCを再び宮城で開催するよう要請した。
- 10月1日〜12月31日 「仙台・宮城【伊達な旅】キャンペーン」を、宮城県・仙台市・JR東日本共同で開催。

2010年（平成22年）
- 10月1日〜12月31日 「仙台・宮城【伊達な旅】キャンペーン」を、宮城県・仙台市・JR東日本共同で開催。

2011年（平成23年）
- 3月11日 東北地方太平洋沖地震（東日本大震災）および東京電力・福島第一原子力発電所での事故が発生。
- 4月29日 「震災復興キックオフデー」
- 5月7日 国際記念物遺跡会議 (ICOMOS) により平泉の世界遺産登録勧告が行われた。
- 5月9日 「仙台・宮城デスティネーションキャンペーン」が2013年（平成25年）4月1日から6月30日に開催されることが決定。
- 6月26日（現地時間：6月25日） ユネスコの世界遺産リストに「平泉 - 仏国土（浄土）を表す建築・庭園及び考古学的遺跡群」が登録された。
- 7月1日より「仙台・宮城【伊達な旅】復興キャンペーン」を開催。7月から9月はJR東日本も協力。

### 「うまし国」論争
三重県では、2005年から毎年10月1日〜翌年3月31日の半年間、旧伊勢国および旧志摩国にあたる同県南勢地方（伊勢志摩）を対象とした観光キャンペーン「伊勢志摩キャンペーン」を行っている。また、日本書紀の巻六、垂仁天皇25年3月の条において、伊勢国をして「可怜国」（万葉仮名混交→「可（うま）怜（し）国」）と評したことに由来し、この観光キャンペーンのキャッチコピーを『美（うま）し国、まいろう。伊勢・鳥羽・志摩』としている。
三重県の事情を知らなかった宮城県が、仙台・宮城DCのメインテーマを『美味（うま）し国　伊達な旅』と記者会見で発表すると、「美味し国」が「美し国」と被ると三重県から反発の声が出た。それに宮城県知事が問題視しないとの発言をしたため、「うまし国論争」としてマスコミを賑わす事態となった。同時期、三重県では統一地方選挙が実施されていたため（宮城県議会議員選挙も同時期実施。宮城県知事選挙は別の時期実施）、影響を与えないよう宮城県側は沈黙せざるを得なくなる一方、三重県側では政治問題化する傾向が見られ、問題が大きくなりながらも解決は選挙終了後にまでもつれ込む事態となった。
2005年
- 10月1日「伊勢志摩キャンペーン」開催（2006年3月31日まで）。

2006年
- 10月1日「伊勢志摩キャンペーン」開催（2007年3月31日まで）。

2007年
- 1月29日、株式会社メディアートが『美し国、まいろう。伊勢・鳥羽・志摩』を商標登録出願。

- 3月8日、宮城県が仙台・宮城DCのメインテーマを『美味（うま）し国　伊達な旅』とすると発表。
- 3月12日、村井嘉浩宮城県知事（大阪府出身）が「DCのターゲットは関東の人なので（三重を）イメージしない。全く問題ない」との見解を記者会見で示す。
- 3月20日、野呂昭彦三重県知事が、東京事務所を通し宮城県に抗議する方針を明らかにする。
- 3月22日、三重県知事選挙告示。
- 3月26日、三重県東京事務所の戸神範雄所長が、宮城県東京事務所に今野純一所長を訪問し、野呂三重県知事の遺憾の意を村井宮城県知事に伝えるよう文書で申し入れた。同時に、伊勢国をして「美し国」とする資料を手渡した。なお、両事務所は東京都千代田区の都道府県会館にある。
- 3月30日、三重県議会議員選挙告示。
- 3月31日、当年度の「伊勢志摩キャンペーン」が終了。
- 4月8日、三重県知事選挙および三重県議会議員選挙投票日。現職の野呂知事が再選。
- 4月10日昼頃、村井宮城県知事が野呂三重県知事に電話し、三重県への謝意を伝える一方、仙台・宮城DCのメインテーマをそのまま使用することへの理解を求めた。仙台・宮城DC終了後については三重県の意向に配慮するとし、バーターとして宮城県の東京アンテナショップ「コ・コ・みやぎ」（豊島区池袋）にて三重県の観光ポスター掲示や物産を取り扱うことなどを提案した。野呂三重県知事は記者会見で、「真摯に受け止め大人の対応をしたい」と和解する意向を示した。
- 10月1日、「伊勢志摩キャンペーン」開催（2008年3月31日まで）

2008年
- 10月1日、「仙台宮城DC」開催（12月31日まで）。
- 10月1日、「伊勢志摩キャンペーン」開催（2009年3月31日まで）。

三重県は今後、「美し国」という言葉を三重県全体に広げ、世界遺産・熊野古道の登録5周年や伊勢神宮の式年遷宮と合わせて、2009年から2014年までの6年間を「美し国おこし・三重」に取り組むこととしている。

## 投資
仙台・宮城DC前の大型店など動きは以下の通り。以下のほかに、仙台市都心部では、2006年から2007年の間にビジネスホテルを中心に7軒（合計客室数：1268室）が増え、郊外では泉ICや長町IC付近にロードサイド店舗型ビジネスホテルが数軒進出した。市内全域でみると、2003年度末から2008年度末までの5年間でホテル20軒が増え、客室数では約3300室（定員4990人）の増加となった。その後も2009年（平成21年）には三井ガーデンホテル仙台（224室）、ホテル モンテ エルマーナ仙台（275室）、2010年（平成22年）にはダイワロイネットホテル仙台（270室）、ウェスティンホテル仙台（292室）など新規開業が相次いだ。一方で既存の仙台ホテル（115室）、 仙台エクセルホテル東急（302室）、ホテル仙台プラザ（177室）は、耐震補強や空調設備の問題、宴会部門に偏った経営などにより将来の採算性が見込めず閉鎖された。

### 仙台市都心部
- 東日本旅客鉄道（JR東日本）仙台駅周辺
  - S-PAL IIがパルコに隣接する仙台駅に6月18日開業。
  - 仙台パルコが仙台マークワン低層部に8月23日開業。
  - JR仙台駅構内の改装（大時計設置。伊達政宗騎馬像を移転、バスプール案内設置など）
  - JR仙台駅西口ペデストリアンデッキの全面改修
- 一番町
  - ファッションドーム141が仙台パルコ開店に合わせて8月24日で閉店。隣接する仙台三越が一括賃貸し、「三越定禅寺通り館」として11月21日にオープン。
  - 仙台フォーラスが仙台パルコ開店に合わせて8月21日にリニューアルオープン（内外装を大幅リニューアル。店子を大幅入れ替え）。
  - ぶらんどーむ一番町のアーケード改装。仙台泉プレミアム・アウトレット開店に合わせて、10月17日〜19日にフォーラス前を中心にぶらんどーむ一番町でファッションショー「仙台コレクション」を開催。

### 郊外
- イオン仙台泉大沢ショッピングセンター（専門店104店舗を含む）が、都心部から見て北郊外に3月15日開業。
- みちのく三陸だてもん市場が、都心部から見て南東郊外に4月24日開業。
- ベストウェスタンホテル仙台がニューワールドホテル（2004年12月16日閉鎖）を改修して8月1日開業。
- 三井アウトレットパーク 仙台港が、都心部から見て北東郊外に9月12日開業。
- 都心部から見て西郊外にある仙台ヒルサイドアウトレットが、ヒルサイドショップス&アウトレットに名称変更して10月10日リニューアルオープン。
- 仙台泉プレミアム・アウトレットおよび泉パークタウン タピオが、都心部から見て北西郊外に10月16日開業。
- 仙台市天文台が、都心部から見て西郊外に7月1日移転・開台。
- 宮城県美術館が改装。10月7日再開館。
- 温泉が無かった松島で相次いで温泉掘削が成功（→松島温泉）。7月31日に温泉組合を設立。松島初の温泉旅館が数軒営業を開始。

仙台・宮城DC前の投資により、競争が激化したことでのDC後の大型店などの動きは以下の通り。以下のほかに、2010年度には仙台トラストシティの開業による競争や東北新幹線・新青森駅延伸による経済圏の変化も加わり、対抗して超高層ビルが数棟建ち、その低層部に物販・サービスが入ることが言われている。また、2015年の仙台市地下鉄東西線開業までの開発計画も動いている。
- 2009年（平成21年）、JR仙台駅西口ペデストリアンデッキにエスカレータ設置。青葉通り北側が2月26日、南側が3月18日供用開始[42]。
- 2009年7月11日、藤崎が仙台ファーストタワーに「藤崎ファーストタワー館」を新規開店。
- 2009年秋、卸町に場外市場の「杜の市場」が開業[43]。
- 2009年11月末、仙台三越前の「東一連鎖街」跡地に（仮称）「東一センタービル」が完成[44]。
- 仙台フォーラスが南側隣接地（一番町3丁目11街区）を再開発へ[45]。

## レギュラー番組
仙台放送制作、アサヒビール一社提供のミニ番組で、2006年に東北6県ブロックネットで放送していた「とうほく食文化応援団 〜浅野教授と行く、スロー風土探訪記〜」の後継番組。
- 仙台放送「とうほく食文化応援団 〜美味し国 伊達な旅〜[47]」
2007年9月30日〜12月30日。プレDC期間。全13回
- 仙台放送「とうほく食文化応援団 〜美味し国 伊達な旅〜」
2008年7月6日〜9月28日。DC前の3ヶ月間。家森幸子がナビゲーター。

## DC期間中の主な恒例イベント
- 10月10日〜13日、仙台短篇映画祭
- 10月11日〜13日、仙台クラシックフェスティバル
- 10月11日・12日、みちのくYOSAKOIまつり
- 10月11日、MEGA☆ROCKS
- 10月18日・19日、みやぎまるごとフェスティバル
- 11月15日、仙台ゴスペル・フェスティバル
- 12月12日〜31日、SENDAI光のページェント

## プレDC
- 仙台市をメイン会場に、「YOKOSO! JAPAN 東北」が開催された。
- 岩手県は、「平泉―仏国土（浄土）を表す建築・庭園及び考古学的遺跡群―」の世界遺産登録を念頭に、2008年年明けから広報戦略イメージコピー「黄金の國（くに）、いわて。」を用いている[48][49]。その傍らで、2007年に開催されたプレDCにおいて、その岩手県観光の顔となる平泉の中尊寺と毛越寺が、宮城県の松島・瑞巌寺と山形県の立石寺（山寺）と連携し、輪番で週末ごとに法話会を開いて「仙台・宮城DC」の枠内で動いた。このため、宮城県と岩手県との間で軋轢が生まれた[50]。
- プレDC中に、紅葉の名所である鳴子峡遊歩道で落石が発生し、全面通行止めとなった。仙台・宮城DCまでに安全策が講じられる。
- 日本の漁港の中で最重要13港のみが指定されている特定第3種漁港が県内に3港（気仙沼漁港・石巻漁港・塩釜漁港）あるという漁業県であるのに、漁港ごとの寿司ねたに明確な特徴が見られなかったが、プレDCで差別化がなされ、気仙沼はフカヒレ、石巻はクジラや金華サバ、松島はアナゴや炙りカキ、塩釜は生メバチマグロやブドウエビなどの特産化が図られた。一方で、県内で水揚げされる主な寿司ネタ6種（トロ、ウニ、イクラ、ホッキガイ、エビ、アナゴ）を「指定ネタ」として含む計10カンで「宮城の伊達なすし」とするメニューを県内54店で採用するなど、共通メニューも生まれた[51]。
- 宮城県道路公社管轄の自動車専用道路に、同公社独自でETCマイレージサービスの「ポイント2倍キャンペーン」を実施した。
- プレDCに合わせ、11月中旬から年末までの約50日間、仙台市都心部でスカイバス仙台が運行され、SENDAI光のページェント特別運行も行った。
- プレDC期間中は、夕方ワイド番組のミヤギテレビ「OH!バンデス」などでDC応援特集が連日組まれた。また、レギュラーのミニ番組も放送された。

## DCを機に名物化されたご当地グルメ
- 気仙沼ホルモン（気仙沼市）
- 石巻焼きそば（石巻市）
- 油麩丼（登米市登米町）
- すっぽこ（美里町）
- 岩沼とんちゃん（岩沼市）